# Gerold
A Gerold német eredetű férfinév, jelentése: dárda + uralkodó, tevékeny. Női párja: Zseraldin.

## Rokon nevek
- Girót:[1] a Gerold név régi magyar formája.[2]
- Zserald:[1] a Gerold név francia alakváltozatából származik.[3]
- Dzserald:[1] a Gerold név angol alakváltozata.

## Gyakorisága
Az 1990-es években a Gerold, Girót és Zserald egyaránt szórványos név, a 2000-es években nem szerepelnek a 100 leggyakoribb férfinév között.

## Névnapok
Gerold, Girót, Zserald:
- április 19.[2]
- október 7.[2]